# Белоплечие гевары
Белоплечие гевары (лат. Neoxolmis) — род южноамериканских воробьинообразных птиц из семейства тиранновых (Tyrannidae).

## Классификация
Род Neoxolmis был введён в систематику австрийским орнитологом Карлом Эдуардом Хелльмайром в 1927 году. Хелльмайр назначил Neoxolmis rufiventris (белоплечая гевара) типовым видом рода. Родовое название образовано от др.-греч. νέος [néos], что означает «новый», и названия рода Xolmis (монжиты), выделенного Фридрихом Бойе в 1826 году.
Ранее в этот род включали только белоплечую гевару. После публикации молекулярно-филогенетического исследования в 2020 году три вида были перемещены из рода Xolmis в Neoxolmis.
Международный союз орнитологов признаёт 4 вида белоплечих гевар:
| Иллюстрация | Русское название      | Латинское название    | Распространение                                  |
| ----------- | --------------------- | --------------------- | ------------------------------------------------ |
|             | Черноголовая монжита  | Neoxolmis coronatus   | Аргентина, Боливия, Бразилия, Парагвай и Уругвай |
|             | Красноспинная монжита | Neoxolmis rubetra     | Аргентина                                        |
|             |                       | Neoxolmis salinarum   | Аргентина                                        |
|             | Белоплечая гевара     | Neoxolmis rufiventris | южная Аргентина и Огненная Земля                 |